# Јордан (река)
Јордан (хебрејски: נהר הירדן нехар ха-јарден, арапски: نهر الأردن нахр ал-урдун) је 320 km дуга река на Арапском полуострву која тече кроз Израел, Палестину и Јордан, тј. кроз Свету Земљу. Почиње тамо где се река Хасбани из Либана и Баниас из Сирије уједињују, близу планине Хермон. Јордан се сматра једном од најсветијих река.

## Географија
Јордан је једна од важнијих река Блиског истока. Галилејско језеро је део јорданског система, а река Јармук из Сирије је важна притока низводно. Јордан се не улива у море, него у језеро, Мртво море. Удаљеност Галилејског језера и Мртвог мора је 250 km па се састоји углавном од долине Гавр. Главне притоке реке су;
- 1. Хасбани, која извире из Либана
- 2. Баниас, која извире крај планине Хермон
- 3. Дан, која такође извире крај планине Хермон
- 4. Ајун, која извире из Либана

Те четири реке се уједињују у Јордан на северу Израела, крај кибуца Седе Нехемја. Јордан се спушта 75 km до мочварног језера Хула, које је незнатно испод нивоа мора. Јордан излази из тог језера и спушта се још ниже око 25 km до Галилејског језера. Након тог језера иде све до Мртвог мора. Реке Јармук и Јабок са истока су последње притоке у Јордан. Галилејско језеро чини границу са Голанском висоравни, а Јордан на југу границу између Јордана и Западне обале. Кроз свој ток Јордан се спушта око 800 метара од нивоа свог извора.
Долина Јордана је већином пустињска, но захваљујући реци у близини буја вегетација. То је уједно место у којем су чести земљотреси. Због богате количине притока у Галилејско језеро и Јордан, постоје тврдње да Израел не жели да врати Голанску висораван како би их задржао.

## Библијско значење
Јордан се спомиње око 175 пута у Старом завету, и око 15 пута у Новом завету. За Хришћане је место где Јордан истиче из Галилејског језера свето јер означава локацију где је Свети Јован Крститељ крстио Исуса Христа. Многи ходочасници и туристи долазе тамо да се и сами крсте. У хебрејској Библији нема директног описа реке – уместо тога дају се само оскудне референце. Спомиње се да је реку прешао Јаков како би стигао у Харан, и као граница која дели „два племена и пола племена“ на истоку и „девет племена и пола племена Манасеха“ које је водио Јошуа на западу. И Соломон се спомиње у контексту те реке.
У библијској историји Јордан се јавља као место неколико чуда. Илија и Елизеј су наводно осушили Јордан како би га прешли. Елизеј је извео још два чуда на Јордану; излечио је Намана тако што га је окупао у реци, и учинио је да секира деце пророка плута.

## Опасност од исушивања
Израел је 1964. почео да гради брану која преусмерава воду из Галилејског језера у државни резервоар воде. Исте те године држава Јордан је конструисала канал који скреће воду из реке Јармук, важне притоке реке Јордана. То је проузроковало велике штете екосистему. Сирија је такође изградила резервоаре који црпе воду из Јармука.
Количина воде коју носи река се смањивала током неколико година, због експлоатације воде из Галилејског језера и Јармука из Сирије. Данас се око 70 до 90% реке искоришћава за људске потребе па је проток смањен. Економски раст, повећање становништва и мировни споразум између Израела и Јордана ће вероватно повећати потребу за водом, што ће још више смањити проток реке у будућности. Због тога и брзог испаравање воде, Мртвом мору прети исушивање. Уз то, загађење реке је додатни проблем.
У последњих 50 година река Јордан је изгубила више од 90% свог годишњег воденог тока - годишњи проток од 1,3 милијарде кубних метара воде, смањио се на само 100 милиона кубних метара. Ниво воде у Галилејском језеру најнижи је у последњих сто година, од 1993. године спустила се за четири метра. Ниво воде у Мртвом мору последњих 15-ак година смањује се за један метар годишње. Све је то делом због глобалних климатских поремећаја, а делом због претеране локалне експлоатације речног тока.